# Лики, Луиза
Принцесса Луиза де Мерод (англ. Princess Louise de Merode, урождённая Лики; род. 21 марта 1972, Найроби, Кения) — кенийский палеонтолог и археолог. Занимается исследованием и раскопками окаменелостей древних гоминидов в Восточной Африке.

## Биография
Луиза Лики родилась в Найроби (Кения) в 1972 году, в семье политика и палеоантрополога Ричарда Лики и палеоантрополога Мив Лики. В том же году умер её дедушка, известный антрополог Луис Лики. Впервые Луиза начала принимать активное участие в поисках окаменелостей в 1977 году в возрасте 6 лет и стала самым молодым человеком, нашедшим окаменевшего гоминида.
Луиза Лики получила свидетельство о среднем образовании по программе международного бакалавриата Объединённого Мирового колледжа Атлантики, а также степень бакалавра наук в области геологии и биологии от Университета Бристоля. Впоследствии, в 2001 году, она получила степень доктора философии в Университетском колледже Лондона.
В 1993 году к ней присоединилась её мать Мив Лики, как соруководитель палеонтологической экспедиции в Северной Кении. Исследовательский проект Кооби-Фора был одной из самых заметных программ последних двух десятилетий, в ходе которого были найдены некоторые наиболее известные окаменелости гоминид, в том числе кениантроп платиопс.
Её инициативой было размещение цифровых моделей коллекции окаменелостей в виртуальной лаборатории африканских фоссилий, где модели могут быть загружены в формате 3D, напечатаны или вырезаны из картона для коллекции.
В 2003 году Луиза Лики вышла замуж за принца Эмануэля де Мерода, бельгийского приматолога. У пары родилось две дочери: принцесса Сейя де Мерод (2004) и принцесса Алексия де Мерод (2006).